# Bouladjel
Le bouladjel (ou boulagyèl) est « une expression musicale traditionnelle unique à la Guadeloupe qui fait partie du système gwoka. Il consiste en une superposition polyrythmique de vocalisations percussives (bruits de gorge sur onomatopées et halètements) et de battements de mains réalisée par des hommes pour accompagner certains chants traditionnels, notamment ceux des veillées mortuaires de Guadeloupe continentale ».
Cette pratique est inventoriée par la France comme patrimoine culturel immatériel.

## Historique
L’origine historique du boulagyèl en Guadeloupe est un acte de rébellion, le boulagyèl est né lorsque les esclaves voulaient reproduire le rythme du tambour à une époque où le Code Noir leur interdisait d'utiliser des tambours, et transmis oralement depuis. Bouladjel - https://fr.qaz.wiki/wiki/Bouladjel Il semblerait que cela descende des rites mortuaires pratiqués sur l’île caribéenne. Cette pratique chantée serait l’héritage des ancêtres africains, amis des études sont nécessaires pour prouver cette origine. Les premiers écrits qui en attestent sont quant à eux très récents (deuxième moitié du XXe siècle). Les premiers enregistrements sonores datent également de cette époque-là. Le bouladjel apparait alors comme un instrument complétant les tambours Ka. Dans les années 1980, le bouladjel disparait cependant quelque peu. Il ne réapparaît que dans les années 1990, dans un mouvement de revendication de l’identité guadeloupéenne.
Aujourd’hui, le bouladjel accompagne souvent d’autres musiques, instruments et même styles musicaux. Il reste peu souvent pratiqué seul, bien que des enregistrements de bouladjel traditionnel soient toujours pratiqués.

## Le boulagyèl
Le bouladjel est un rythme composé de bruits de gorge, vocalisations percussives et battements de mains destiné à accompagner le chant dans les veillées mortuaires de Guadeloupe. Sa pratique, uniquement masculine, peut aujourd’hui s’étendre à un cadre plus large. Aucun instrument de musique n’accompagne le bouladjel. Il est seulement formé par la superposition de plusieurs « ostinati », onomatopées percussives émises par les chanteurs, les boulariens. Des petites phrases peuvent aussi être récitées au cours du bouladjel, généralement dans le but de faire rire les personnes endeuillées pour chasser leur chagrin.
Le bouladjel peut aussi être intégré dans le chant traditionnel. À ce compte-là, et contrairement aux autres musiques gwoka, toutes les parties qui le composent (battements de mains, bruits de gorge…) démarrent en même temps. Il peut intervenir à n’importe quel moment du chant, dès que le « commandeur » du bouladjel décide du début.

## Enregistrements sonores
- Louis Victoire dit Napoléon Magloire, Senval (1963).
- Alan Lomax, Adolin Dola et Bo i Pati (1962), in 'The French Caribbean: We Will Play Love Tonight' (2004).
- Robert Loyson, Canne à la richesse et Si papa mô (Emeraude EM-026, 1966)
- Gaston Germain-Calixte, Zombi baré moin et Clocotè-la (Emeraude EM 023, 1966)
- Yvon Anzala, Gèp-la (1973) et Ti fi la ou té madanm an moin (Anzala, Dolor, Vélo 1974?)
- Lukuber Séjor, Du premier voyage au retour à ka (1993) et Pawol é mizik kon tilili (2002)
- SOFT, Kadans a péyi-la ( Kryph 2005); Gouté Gwadloup (Aztec Music 2008); Omaj (Aztec Music 2009)
- Rosan Monza, Adyé Vivilo (Debs 2008); Ki jenné ou jenné (Debs 2011)
- Kimbol, Envitasyon (2008)
- David Murray, Yonn-dé (Justin Time 2003), Gwotet (Justin Time 2008) et The devil tried to kill me (Justin Time 2009)
- Jacques Schwarz-Bart, Soné ka-la (EmArcy 2007)
- Kan'nida, Evariste Siyèd'lon (CD Kyenzenn 2000), Nou ka travay (2007), Tayo (2013).
- Hilaire Geoffroy, Réconciliation (2002)
- Cyrille Daumont, La vi sé on kado (2004)
- Indestwaska, 20 Lanné (2013)